# 앵거스 앤 줄리아 스톤
앵거스 앤 줄리아(Angus & Julia Stone)는 2006년 결성된 오스트레일리아 시드니 출신 포크, 인디 팝 밴드이다. 줄리아 스톤과 앵거스 스톤은 남매 사이이다. 2010 ARIA 뮤직 어워드에서 아홉 부문에 지명되어 올해의 앨범, 베스트 어덜트 얼터너티브 앨범, 베스트 커버 아트, 올해의 프로듀서, 올해의 싱글("Big Jet Plane") 다섯 부문에서 수상했다. 앵거스와 줄리아는 솔로로도 활동 중이다.

## 음반 목록
- A Book Like This (2007)
- Down the Way (2010)
- Angus & Julia Stone (2014)
- Snow (2017)